# Pugo
Pugo là một đô thị hạng 5 ở tỉnh La Union, Philippines. Theo điều tra dân số năm 2015, đô thị này có dân số 19.690 người trong. Đây là đô thị có diện tích nhỏ nhất trong tỉnh La Union, toạ lạc ở chân dãy núi Santo Tomas. Kinh tế chủ yếu là nông nghiệp.

## Các đơn vị hành chính
Pugo được chia ra 14 barangay.
- Ambalite
- Ambangonan
- Cares
- Cuenca
- Duplas
- Maoasoas Norte
- Maoasoas Sur
- Palina
- Poblacion East
- San Luis
- Saytan
- Tavora East
- Tavora Proper
- Poblacion West